# Поросля
Поросля́ (бел. Парасля́) — бывший посёлок в составе Воротынского сельсовета Бобруйского района Могилёвской области Республики Беларусь. Упразднён в 2018 году.

## Географическое положение
Поселок находился в 1 км к югу от остановочного пункта «Омельня» на железнодорожной линии Бобруйск-Жлобин.

## Население
- 1926 год — 53 человека
- 1997 год — 3 человека

## История
В хозяйственных документах 1639 года упоминается урочище Поросля, участок земли в Бобруйском старостве Речицкого повета Минского воеводства Речи Посполитой. В 1920-е годы переселенцами из соседних деревень создан поселок. В 1926 году в поселке 10 дворов, в 1997 году — 3 двора.